# Lethe hyrania
Lethe hyrania är en fjärilsart som beskrevs av Vincenz Kollar 1844. Lethe hyrania ingår i släktet Lethe och familjen praktfjärilar. Inga underarter finns listade i Catalogue of Life.